# Joe Simpson (montanhista)
Joe Simpson (nascido em 1960) é um alpinista inglês e autor de diversos livros. Ele é mais conhecido por seu livro Tocando o vazio que conta a real história da desastrosa tentativa de ascensão dos 6 344 metros do monte Siula Grande, nos Andes peruanos, por ele e Simon Yates em 1985, e pela  adaptação cinematográfica deste seu livro em 2003.

## Início da vida
Simpson nasceu em 13 de agosto de 1960 em Kuala Lumpur, Federação da Malásia, onde seu pai estava servindo no exército britânico. A partir do 8 anos de idade, Simpson estudou em diversas escolas na Grã-Bretanha,  principalmente no Colégio Ampleforth e em vários países onde seu pai estava estacionado. Ele tinha apenas 14 anos quando leu Aranha Branca: O clássico relatando a escalada do Eiger, um relato épico dos esforços para conquistar a Face Norte do Eiger por Heinrich Harrer, que escalou a então invicta face Norte com Anderl Heckmair, Fritz Kasparek e Ludwig Vorg em 24 de julho de 1938. Apesar dos perigos inerentes do montanhismo descrito no livro, essa leitura despertou no jovem uma paixão para as montanhas.

## Carreira
Em 1985, Simpson e o parceiro de escalada  Simon Yates fizeram uma primeira ascensão da face oeste com 6344 (20.813 pés) do Siula Grande, nos Andes Peruanos. Na descida, Simpson quebrou a perna e durante o subsequente auto-salvamento em uma tempestade, os dois se separaram. A subida foi quase fatal para os dois alpinistas, e seu calvário é descrito no livro de Simpson Touching the Void (Tocando o vazio).
Ao voltar para a Grã-Bretanha, Yates recebeu críticas por cortar a corda que sustentava  Simpson mas este defendeu vigorosamente seu companheiro de equipe, dizendo que ele não tinha absolutamente nenhuma outra alternativa, dada a situação desesperadora.
 

Simpson recebido numerosas operações cirúrgicas, como resultado das lesões nas pernas sofridas no Siula Grande. Os médicos disseram que ele nunca iria escalar novamente e que teria dificuldade para andar pelo resto de sua vida. Após dois anos de reabilitação, ele estava de volta nas montanhas.

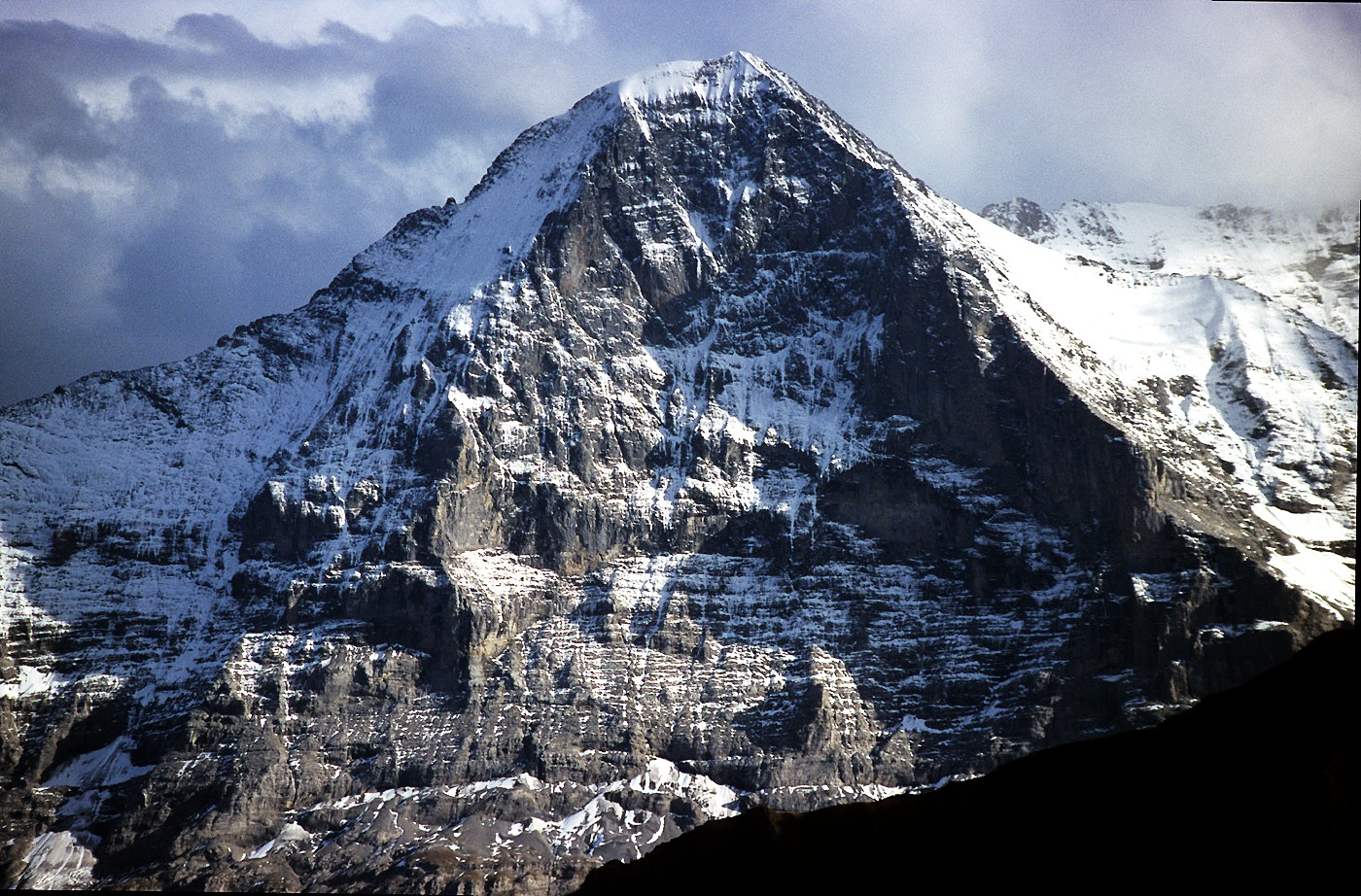
Vertente norte do Eiger

Ele fez seis tentativas frustradas na face norte do Eiger nos anos de 2000 a 2003 com seu regular parceiro de escalada Ray Delaney, mas todas foram abortadas pelo mau tempo.
Durante a escalada do Pachermo com Mal Duff em 1991 no Nepal, em uma queda quebrou o tornozelo esquerdo, este evento é descrito no terceiro livro de Simpson 'Neste jogo de fantasmas'.
Seus últimos livros de não-ficção descrevem outras expedições e o seu sentimento muda para a critica do montanhismo extremo provocado pelas muitas mortes que cercam a perseguição do objetivo. 
Um de seus livros, The Beckoning Silence, foi transmitido em um documentário exibido no Channel 4, em outubro de 2007. O livro ganhou o 2003 National Book Award exterior (categoria Literatura exterior).
Simpson começou uma nova carreira como palestrante motivacional, abordando eventos corporativos em todo o mundo.
Seu best-seller, "Tocando o vazio", sobre as grandes dificuldades na escalada do "Siula Grande", foi traduzido para 23 línguas e vendeu 500 000 cópias em todo o mundo. 
Seu mais recente livro é o romance  O Som da Gravidade.